# Championnats d'Europe de beach-volley 2009
 (janvier 2025).
Si vous disposez d'ouvrages ou d'articles de référence ou si vous connaissez des sites web de qualité traitant du thème abordé ici, merci de compléter l'article en donnant les références utiles à sa vérifiabilité et en les liant à la section « Notes et références ».
Navigation
Édition précédente Édition suivante
Les championnats d'Europe de beach-volley 2009, dix-septième édition des championnats d'Europe de beach-volley, ont eu lieu du 16 au 19 septembre 2009 à Sotchi, en Russie. Ils ont vu la victoire des Néerlandais Reinder Nummerdor et Richard Schuil chez les hommes et des Lettones Inese Jursone et Inguna Minusa chez les femmes.